# 陳翔 (東漢)
陳翔（？年—2世纪），字子麟，一作仲麟，汝南邵陵（今河南省漯河市召陵区）人，司隸校尉陳珍的孫子，東漢八及之一。

## 生平
陳翔年少時就很有名氣，很會交朋友。被舉爲孝廉，太尉周景辟舉高第，任命為侍禦史。當時恰逢元旦朝賀，大將軍梁冀衣冠不整，陳翔上奏彈劾梁冀恃寵而不敬，請求收捕治罪，當時的人們認爲陳翔很奇特。升任定襄太守，徵拜議郎，又升揚州刺史。後來舉報豫章太守王永與宦官勾結、吳郡太守徐參在職貪污，都被送往廷尉治罪。徐參是中常侍徐璜的弟弟。從此陳翔威名大振。
陳翔被任命為議郎，補任禦史中丞。因黨錮之禍在黃門北寺獄拷問審訊，後無證據被釋放，在家中去世。
張儉、岑晊、劉表、陳翔、孔昱、苑康、檀敷、翟超八人，人稱八及，即能引導他人追隨眾人所宗仰的賢人。
| 東漢八及 | 張儉 · 岑晊 · 刘表 · 檀敷 · 陳翔 · 孔昱 · 苑康 · 翟超 |

## 延伸阅读
[在维基数据编辑]
 《後漢書/卷67》，出自范晔《後漢書》